# Betizu (raza bovina)
Betizu (del euskera, behi izua: "vaca huidiza") es el nombre que recibe una raza de vaca semisalvaje, de color rojizo, autóctona del norte de España y el país vasco francés. Es una raza de protección especial según ha establecido el Ministerio de Agricultura, Pesca y Alimentación, lo que se debe a que sus dueños no las conservan por ser bajas productoras, así que los gobiernos vasco y navarro están comprándolas y soltándolas en montes en libertad.
En Francia, El "Conservatoire des Races d'Aquitaine" participa en la conservación de esta raza.

## Morfología
- Cabeza y cuello: fina, corta, cubierta de abundantes pelos encrespados, ojos expresivos, rodeados de una aureola clara u ojo de perdiz. Moño muy desarrollado, los cuernos en forma de lira (sobre todo en las hembras), aunque pueden aparecer formas de media luna, y de color predominante blanco.

Cuello corto a mediano, caracterizado por una abundante papada, siendo la línea superior, recta en las hembras y con morrillo en los machos.
- Tronco: tórax más profundo en machos que hembras, con costillares no muy arqueados, el dorso ensillado y ascendente, seguido de la región lumbar de escaso desarrollo muscular.
- Grupa y cola: grupa de poco desarrollo, marcándose las prominencias óseas. Nacimiento de la cola alto, larga y con abundante borlón.
- Muslos y nalgas fugitivas: poco desarrolladas y de líneas rectas.
- Extremidades y aplomos: extremidades de longitudes medias y con articulaciones bien desarrolladas, aplomos correctos y pezuñas pequeñas, duras y de color claro.
- Piel, pelo y mucosas: capa de color trigueña, variando la entonación según la época del año y el sexo, con decoloración centrífuga a nivel de bragada, periné, axilas, extremidades, morro y región orbitaria. Piel gruesa, blanca-amarillenta, con mucosas despigmentadas, color carne y rosadas.
- Entorno: se trata de animales que viven en régimen de semilibertad y cuyo comportamiento semisalvaje y huidizo se acopla a las condiciones medio ambientales en las que se desenvuelven.
- Dimensiones: son ejemplares de escaso porte, encontrándonos con alzadas que varían entre 1,10-1,30 m, mientras que los pesos vivo se mueven cerca de los 325 kg para las hembras y unos 450 para machos adultos.

## Historia de la raza
Las betizu son unos animales míticos de los antiguos vascones bajo el nombre de Zezengorri (que significa "toro rojo"), otros seres parecidos son los Behigorri, Txahalgorri, Ahatxegorri, Idigorri, etc, y desempeñan la labor de guardianes de los tesoros de las grutas donde vive la diosa Mari o Maddi.
Asimismo se han conocido otras denominaciones según autores y localizaciones, siendo denominado entre otros "del país", "casta navarra", "raza vasca". Joxemiel Barandiaran lo describe como "vaca huraña".
Se ha popularizado recientemente en esa zona por ser el nombre de un programa infantil en euskera de la televisión pública vasca (ETB), cuyo personaje principal representa a un animal de esta raza y que ha intentado difundir la existencia de la raza y fomentar su conocimiento y protección.
La raza betizu está dotada de gran rusticidad y se desenvuelve en espacios marginales en estado semisalvaje. Tiene apariencia de un animal vivaz, ágil, armónico, destacando el predominio de su tercio anterior sobre el posterior, de desarrollo tardío, de escasa alzada y poco peso corporal, siendo de baja producción carnicera.

## Distribución
Hoy en día quedan ejemplares en Guipúzcoa en la zona de Adarra-Leizarán, Jaizkibel y Arno, en Vizcaya en la zona de Dima, en el departamento francés de Pirineos Atlánticos en Francia, en las zonas de Larrún, Mondarrain e Ibardin situadas en su mitad más occidental, conocida como País Vasco francés y en Navarra en Sastoya, donde se encuentra el mayor número de cabezas de la raza (cerca del 75%). Su nombre deriva del carácter semisalvaje de estos animales que se ocultan en zonas boscosas.

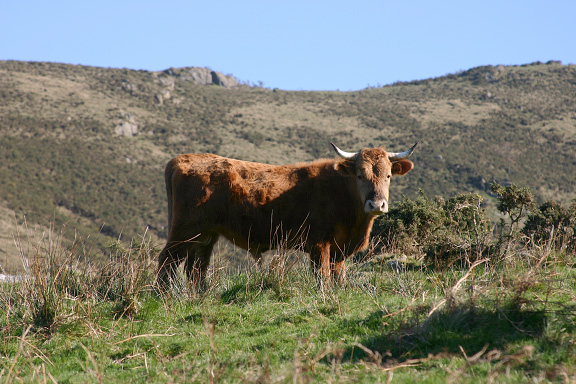
Ejemplar joven de Betizu.

### La reserva navarra
Actualmente el Gobierno de Navarra elabora un programa ecológico para la conservación de esta raza autóctona, cuya labor desarrolla el ITG Ganadero que posee un rebaño de betizu cedido por el Gobierno de Navarra que se ubica en una finca del pueblo abandonado de Sastoya, sita en el valle navarro de Urraúl Alto. El objetivo de este rebaño es el de mantenimiento en pureza de la raza y en la medida de lo posible la difusión de la misma.
La finca de Sastoya consta de unas 80 ha, de las que 12 de ellas son praderas; está inscrita en el área de Producción Ecológica y es propiedad del Gobierno de Navarra, gestionada por su Departamento de Medio Ambiente que la cede al ITG Ganadero para el mantenimiento de las betizu. Existe en la finca un aprisco cubierto de 300 m² para almacén y manejo de ganado.
En la finca de Sastoya se mantienen una media de unos 45 animales de la raza con un manejo lo más extensivo posible, con una mínima intervención humana para mantener su carácter de "semilibertad".

## Datos de interés
- Para los vascos aún hoy tiene un significado mítológico.
- Algunos autores sostienen que, en su opinión, el arte cavernario pirenaico representa toros y vacas prehistóricos (uros) parecidos a las betizus, si bien otros consideran esto una simple opinión, ya que las vacas domésticas, de las que proviene la "betizu", aparecieron mucho más tarde, evidentemente en una edad posterior a la cavernaria.[11]
- Aparece en los escudos de Bearne y de Andorra.